# Топволдиев, Таваккал Темирович
Таваккал Темирович Топволдиев — советский хозяйственный, государственный и политический деятель, Герой Узбекистана (2015).

## Биография
Родился в 1934 году в Шахриханском районе. Член КПСС.
С 1957 года — на хозяйственной, общественной и политической работе. В 1957—2016 гг. — инженер-гидротехник системы оросительных сетей Андижанской области, партийный работник в Бозском районе, первый секретарь Бозского райкома КП Узбекистана, первый секретарь Комсомолабадского райкома КП Узбекистана, первый секретарь Джалалкудукского райкома КП Узбекистана, руководящий работник в Андижанской области Узбекистана, председатель Андижанского областного отделения Фонда социальной поддержки ветеранов Узбекистана «Нуроний».
Жил в Узбекистане.

## Награды и звания
- Герой Узбекистана
- орден Ленина (27.12.1976[1])
- орден Октябрьской Революции (10.12.1973[2])
- орден Трудового Красного Знамени (08.04.1971)[3]
- орден «Уважаемому народом и Родиной»
- орден «Дустлик»